# هولي أيرد
هولي أيرد (بالإنجليزية: Holly Aird)‏ هي ممثلة بريطانية، ولدت في 18 مايو 1969 في المملكة المتحدة.

## وصلات خارجية
- هولي أيرد على موقع IMDb (الإنجليزية)
- هولي أيرد على موقع قاعدة بيانات الفيلم (الإنجليزية)